# Sŭngho-guyŏk
Sŭngho-guyŏk (koreanska: 승호구역) är en kommun i Nordkorea.   Den ligger i provinsen Pyongyang, i den sydvästra delen av landet, 21 km öster om huvudstaden Pyongyang.